# 4240 Grün
4240 Grün este un asteroid din centura principală, descoperit pe 2 martie 1981 de Schelte Bus.